# الألف (منتخبات قصص قصيرة)
الألف (منتخبات قصص قصيرة)  (الإسبانية: El Aleph ، 1949) هو كتاب قصص قصيرة للكاتب الأرجنتيني خورخي لويس بورخيس. يصف عنوان العمل "The Aleph" نقطة في الفضاء تحتوي على جميع المسافات الأخرى في وقت واحد. كما يقدم العمل فكرة الوقت اللانهائي. كتب بورخيس في الكلمة الأصلية ، بتاريخ 3 مايو 1949 (بوينس آيرس)، أن معظم القصص تنتمي إلى نوع من الخيال، مع ادخال مواضيع مثل الهوية والخلود. أضاف بورخيس أربع قصص جديدة إلى المجموعة في طبعة 1952، والتي قدم لها حاشية قصيرة.